# アルター (スペイン)
アルター（カタルーニャ語: Artà, スペイン語: Artá）は、スペイン・バレアレス諸島州のムニシピ。マヨルカ島北東部に位置する。公式名はカタルーニャ語名のArtà。

## 地理

### 位置

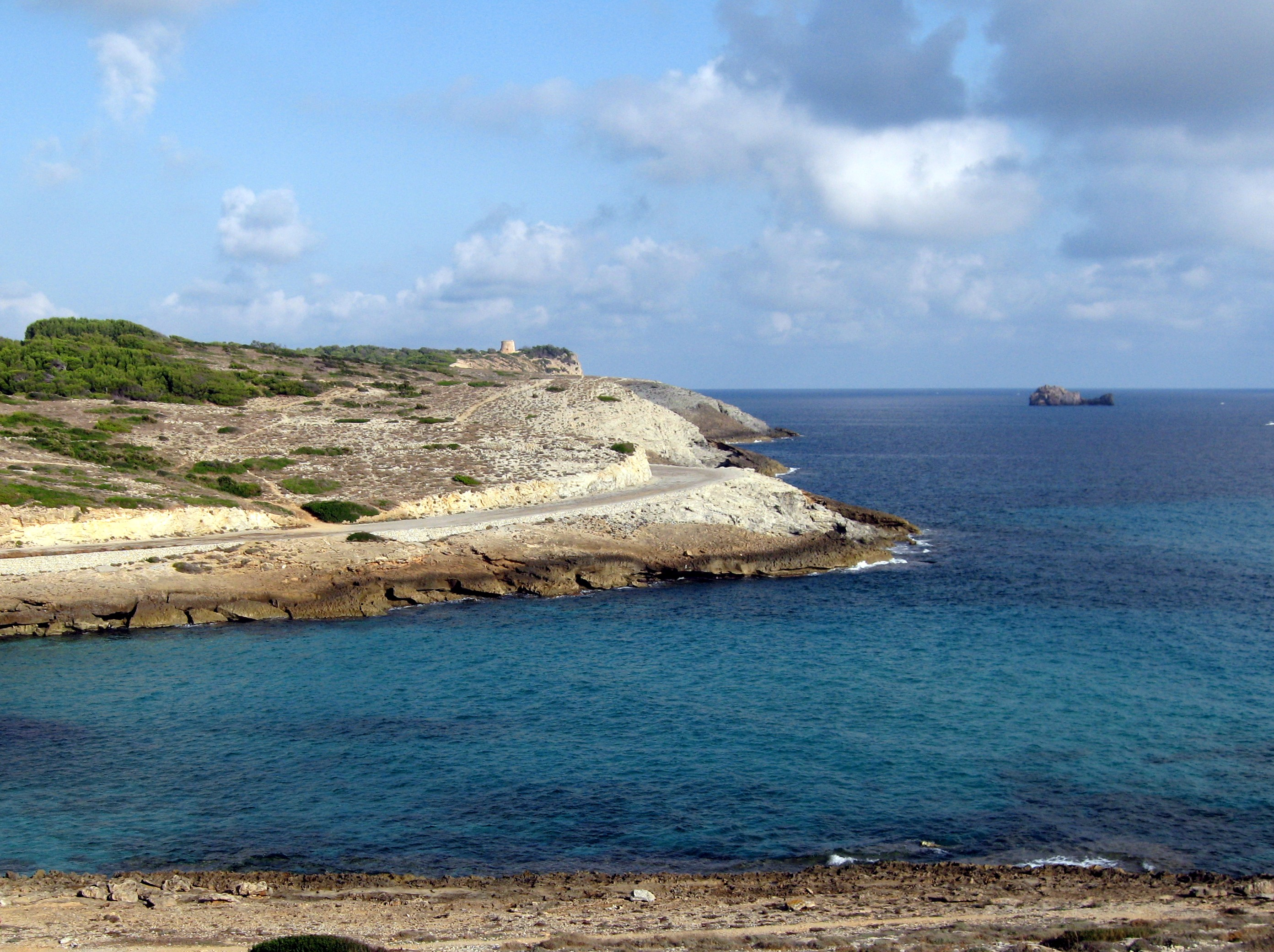
アルターの海岸

名称はアラビア語で「庭園」を意味するjertanに由来する。青銅器時代にはすでに現在のアルター地区の郊外に人類が居住していた。
バレアレス諸島の州都パルマ・デ・マヨルカから約60km、マヨルカ島の北東部に位置する。自治体域の半分は山地であり、リェバン山地の中のアルター山塊と呼ばれる。自治体の北側と西側は地中海に面しており、西側にはアルクーディア湾が広がっている。自治体の海岸長は25kmであり、その大半は開発の手が及んでいない。
東ではカプダペーラと、南ではソン・サルベーラと自治体境を接している。19世紀までこの3自治体はアルタ半島地区として共通の地区だった。そのため、カプダペーラの自治体域にはアルター洞窟と呼ばれる洞窟が存在する。南西ではサン・リュレンス・ダス・カルダサールやペトラと自治体域を背している。西ではサンタ・マルガリータのソン・セーラ・ダ・マリーナ地区と接している。

### 地区
アルターの自治体は以下の地区で構成されている。約600の散居人口がある。毎週火曜日の朝にはアルター地区のクンケリドール広場で市場が開催される。
- アルター地区 (5,803人)
- クロニア・ダ・サン・パレ地区 (483人)
- バトゥレム地区 (51人)
- ムンファルチュ地区 (114人)
- サン・パレ地区 (34人)
- サスパニョール地区 (25人)

人口は2008年

### 自然

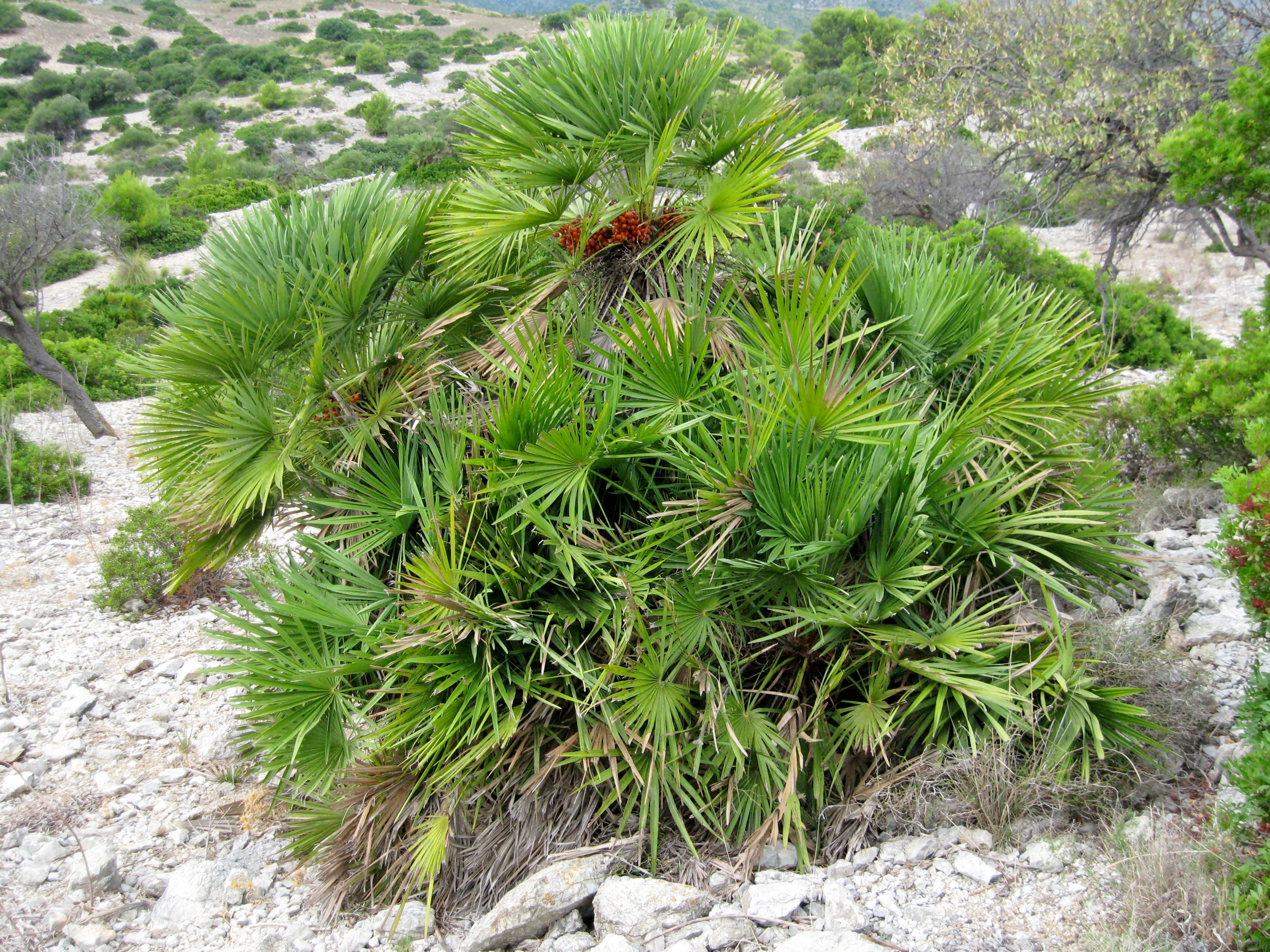
アルターで見られるシュロ類

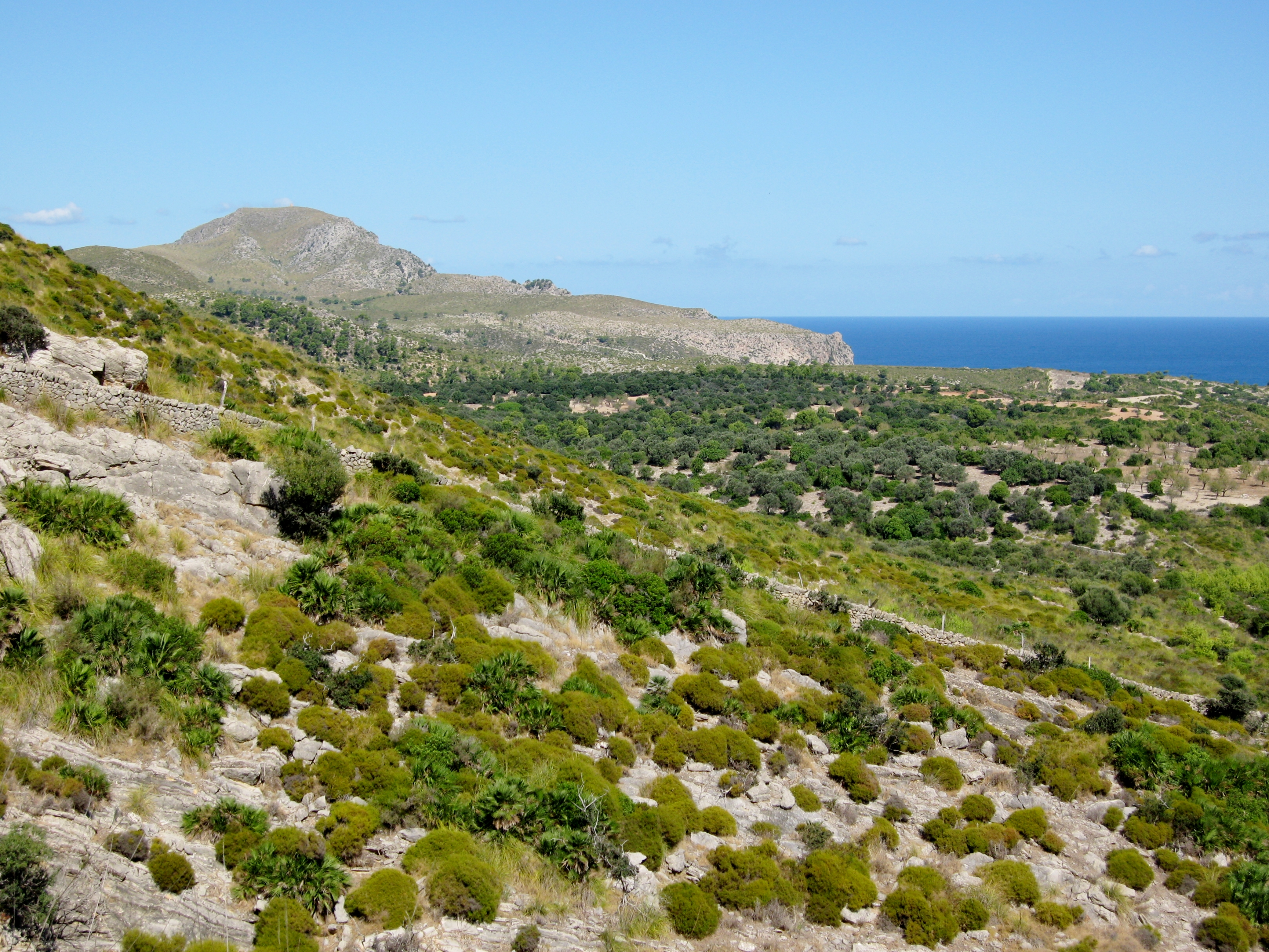
リェバン半島自然公園

自治体域には標高561mのムレイ山や標高256mのデン・ミール山などがある。近年に相次いだ森林火災の結果、リェバン山地の自然領域は不毛な土地となりつつある。岩がちな入江を持つファルチュ洞窟はミサゴやハヤブサの理想的な休息地となっている。自治体の北岸は野生のヤギの生息地でもある。山地にはトキワガシの小規模な森があり、石垣が築かれてアーモンド、イチジク、イナゴマメなどが栽培されている。
丘陵地にはオリーブの果樹園が卓越しており、急斜面に石垣を築いて植えられている。自然植生としては大規模なヨシ原やシュロ類などがみられる。シュロ類を主原料として手芸品のカゴが製造されている。
降水量が最小となる7月は平均8.8リットル/m2であり、最大となる10月は平均101.3リットル/m2である。1945年には年間224.3リットル/m2という最多降水記録を樹立した。2001年にはリェバン半島自然公園が設置された。この自然公園は 1,671.96ヘクタールの面積を持つ。

### 人口

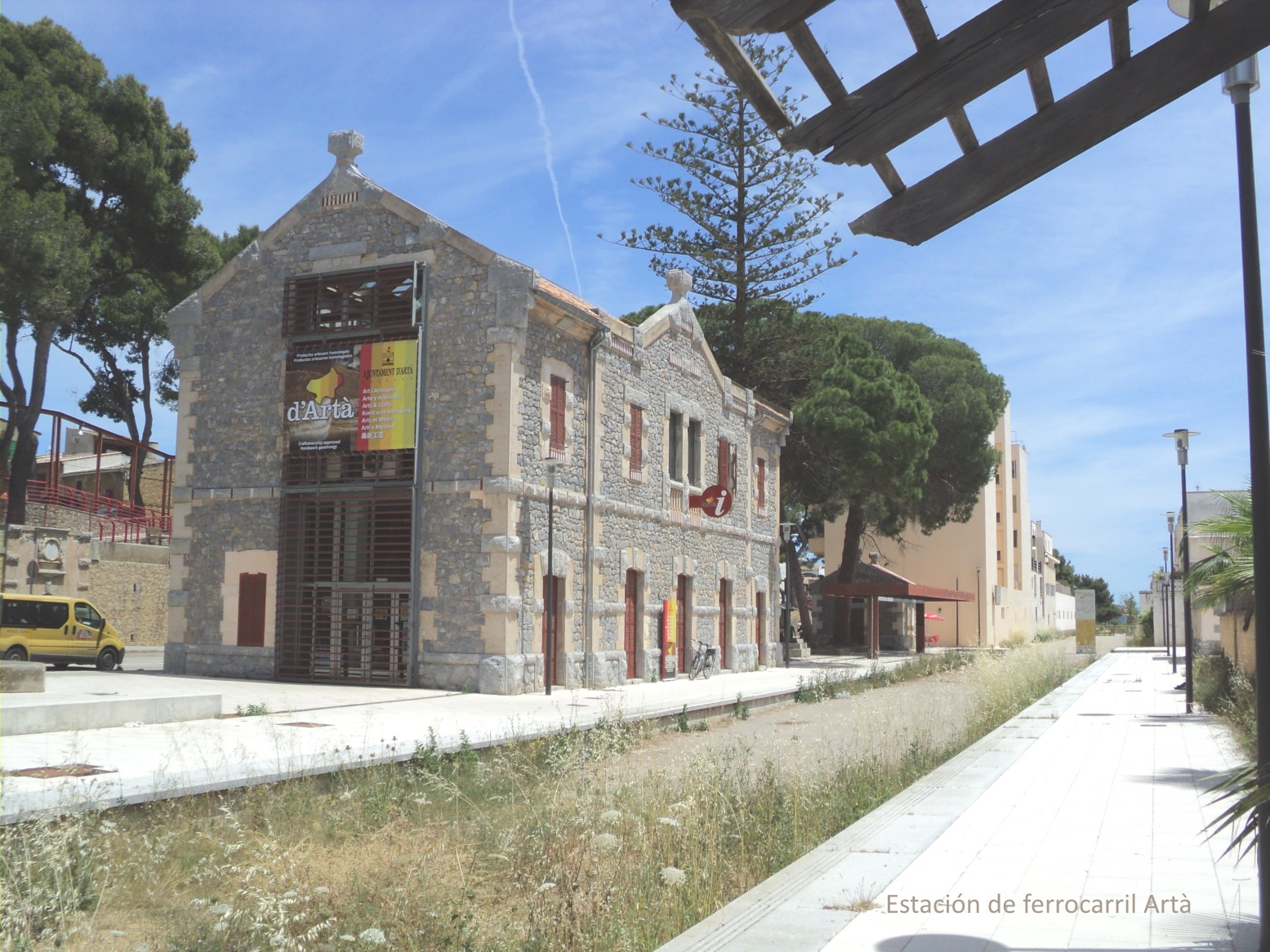
アルター駅

自治体の面積は139.79km2、2015年の人口は7,381人であり、人口密度は52.8人/km2である。2006年の統計では13.2%の890人が外国籍であり、もっとも多いのはドイツ国籍で3.9%の262人だった。1991年時点では136人の非識字者がおり、1,292人は教育を受けたことがなかった。この時点では1,675人は初等学校を卒業しただけであり、中等学校を卒業していたのは1,210人に過ぎなかった。カタルーニャ語のマヨルキ方言が話されている。
| アルター (スペイン)の人口推移 1842－                    |
|                                                         |
| 出典:INE（スペイン国立統計局）1900年 - 1991年、1996年 - |

## 経済

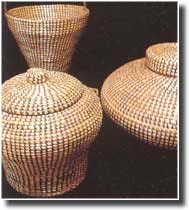
アルターで作られたかご細工

マヨルカ島でもっとも古い工芸品のひとつとして、アルター周辺地域で作られるかご細工がある。考古学遺跡からも編まれたり織られた植物繊維が発見されている。西地中海地域で使用されるかご細工の主原料は、強固で柔軟な葉を持つシュロ類である。このシュロ類は特にマナコールとアルターの間の地域に自生しており、今日ではアルター周辺の畑で人工的に栽培されている。かご、帽子、背負いカゴ、かばんなどが製造されているほかに、茎や葉を使用してほうきやロープも製造されている。

## 行政
| 任期      | 首長名                                                                                       | 政党         |
| --------- | -------------------------------------------------------------------------------------------- | ------------ |
| 1979–1983 | Jaume Morey Esteva                                                                           |              |
| 1983–1987 | Jaume Morey Esteva                                                                           |              |
| 1987–1991 | Miquel Pastor Tous                                                                           | 無所属者連合 |
| 1991–1995 | Miquel Pastor Tous                                                                           | 無所属者連合 |
| 1995–1999 | Miquel Pastor Tous                                                                           | 無所属者連合 |
| 1999–2003 | Montserrat Santandreu Ginard                                                                 |              |
| 2003–2007 | Margalida Tous Ferrer(03-04) Rafel Gili Sastre(04-05) Maria Francisca Servera Pascual(05-07) |              |
| 2007–2011 | Rafel Gili Sastre                                                                            |              |
| 2011–2015 | Jaume Alzamora Riera(11-14) Bartomeu Gili Nadal(14-15)                                       |              |
| 2015–2019 | Bartomeu Gili Nadal                                                                          |              |
| 2019–2023 | n/d                                                                                          | n/d          |
| 2023–     | n/d                                                                                          | n/d          |

## 出身者
- アントニオ・リテレス(1673-1747) : 作曲家。
- ミケル・アルサモーラ（英語版）(1974-) : 自転車競技選手。
- アブドン・プラツ(1992-) : サッカー選手。
- セルジ・ダルデル(1993-) : サッカー選手。